# Sarasaeschna
Sarasaeschna – rodzaj ważek z rodziny żagnicowatych (Aeshnidae).
Należą tutaj następujące gatunki:
- Sarasaeschna chiangchinlii
- Sarasaeschna decorata
- Sarasaeschna gaofengensis
- Sarasaeschna kaoi
- Sarasaeschna khasiana
- Sarasaeschna kunigamiensis
- Sarasaeschna lieni
- Sarasaeschna martini
- Sarasaeschna minuta
- Sarasaeschna niisatoi
- Sarasaeschna pramoti
- Sarasaeschna pryeri
- Sarasaeschna pyanan
- Sarasaeschna sabre
- Sarasaeschna speciosa
- Sarasaeschna tsaopiensis
- Sarasaeschna yoshitomii
- Sarasaeschna zhuae